# Globe de cristal du Festival de Karlovy Vary
Pour les articles homonymes, voir Globe de cristal.

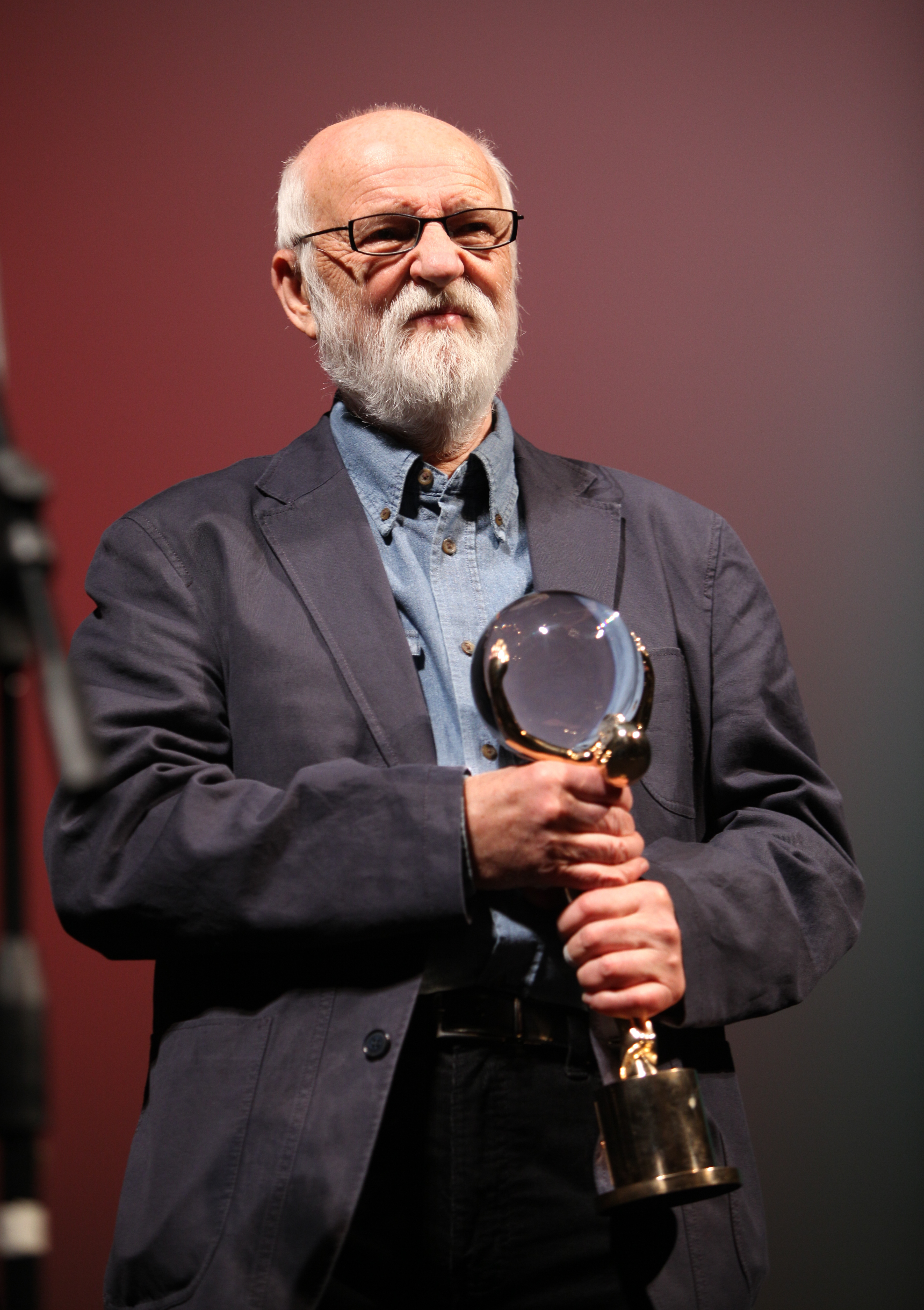
Jan Švankmajer avec la Globe de cristal

La Globe de cristal (Křišťálový glóbus) est la récompense suprême décernée depuis 1948 par le public du Festival de Karlovy Vary au meilleur film de la sélection.

## Palmarès
- 1948 : La Dernière Étape (Ostatni etap) de Wanda Jakubowska
- 1949 : La Bataille de Stalingrad  (Сталинградская битва) de Vladimir Petrov
- 1950 : La Chute de Berlin (Падение Берлина) de Mikhaïl Tchiaoureli
- 1951 : Le Chevalier à l'étoile d'or (Кавалер Золотой Звезды) de Youli Raizman
- 1952 : L'Inoubliable 1919 (Незабываемый 1919 год) de Mikhaïl Tchiaoureli
- 1954 : Trois Hommes sur un radeau ((Верные друзья) de Mikhaïl Kalatozov
- 1956 : Le Sel de la terre (Salt of the Earth) de Herbert J. Biberman
- 1957 : Si tous les gars du monde de Christian-Jaque
- 1957 : Jagte Raho (en) (जागते रहो) d'Amit Maitra et Sombhu Mitra
- 1958 : Les Demi-frères (異母兄弟) de Miyoji Ieki
- 1958 : Le Don paisible (Тихий Дон) de Sergueï Guerassimov
- 1960 : Les Jours magnifiques (Серёжа) de Gueorgui Danielia et Igor Talankine
- 1962 : Neuf Jours d'une année  (Девять дней одного года) de Mikhaïl Romm
- 1964 : L'Accusé (Obžalovaný) de Ján Kadár et Elmar Klos
- 1968 : Un été capricieux (Rozmarné léto) de Jiří Menzel
- 1970 : Kes de Ken Loach
- 1972 : Dompter le feu (Укрощение огня) de Daniil Khrabrovitski
- 1974 : La Romance des amoureux (Романс о влюбленных) d'Andreï Kontchalovski
- 1976 : Cantata de Chile de Humberto Solás
- 1978 : Bim chien blanc à l'oreille noire (Белый Бим Чёрное ухо) de Stanislav Rostotski
- 1978 : Stíny horkého léta de František Vláčil
- 1980 : La Fiancée (Die Verlobte) de Günther Rücker (de) et Günter Reisch
- 1982 : Les Cloches rouges de Sergueï Bondartchouk
- 1984 : Léon Tolstoï (Лев Толстой) de Sergueï Guerassimov
- 1986 : A Street to Die (en) de Bill Bennett
- 1988 : La Ville des hibiscus (芙蓉镇) de Xie Jin
- 1992 : Krapatchouk de Enrique Gabriel
- 1994 : Mi hermano del alma de Mariano Barroso
- 1995 : Jízda de Jan Svěrák
- 1996 : Le Prisonnier du Caucase (Kavkazskij plennik) de Sergueï Vladimirovitch Bodrov
- 1997 : Ma vie en rose d'Alain Berliner
- 1998 : Le Cœur au poing de Charles Binamé
- 1999 : Autour de Yana (החברים של יאנה) d'Arik Kaplun
- 2000 : La Vie peu ordinaire de Dona Linhares (Eu tu eles) d'Andrucha Waddington
- 2002 : Rok ďábla de Petr Zelenka
- 2002 : L'Auberge espagnole de Cédric Klapisch
- 2003 : Le Fabuleux Destin d'Amélie Poulain de Jean-Pierre Jeunet
- 2003 : La Fenêtre d'en face (La finestra di fronte) de Ferzan Özpetek
- 2004 : Certi bambini d'Andrea Frazzi et Antonio Frazzi
- 2005 : Mój Nikifor de Krzysztof Krauze
- 2006 : Sherrybaby de Laurie Collyer
- 2007 : Jar City (Mýrin) de Baltasar Kormákur
- 2008 : Terriblement heureux (Frygtelig lykkelig) de Henrik Ruben Genz
- 2009 : Un ange à la mer de Frédéric Dumont
- 2010 : La mosquitera de Agustí Vila
- 2011 : Boker tov adon Fidelman de Yossi Madmoni
- 2012 : Mer eller mindre mann (no) de Martin Lund
- 2013 : Le Grand Cahier (A nagy füzet) de János Szász
- 2014 : La Terre éphémère (Simindis kundzuli) de George Ovashvili
- 2015 : Bob and the Trees (en) de Diego Ongaro
- 2016 : Ernelláék Farkaséknál de Szabolcs Hajdu
- 2017 : Křižáček de Václav Kadrnka
- 2018 : Peu m'importe si l'histoire nous considère comme des barbares (Îmi este indiferent dacă în istorie vom intra ca barbari) de Radu Jude
- 2019 : La Saveur des coings (Bashtata) de Kristina Grozeva et Petar Valtchanov
- 2021 : Strahinja Banović (sr) de Stefan Arsenijević
- 2022 : Summer with Hope (en) de Sadaf Foroughi
- 2023 : Blaga's Lessons (Urotcite na Blaga) de Stephan Komandarev
- 2024 : A Sudden Glimpse to Deeper Things de Mark Cousins